# Blood of the Nations
Blood of the Nations je dvanácté studiové album metalové kapely Accept. Bylo vydáno 4. září 2010 u Nuclear Blast Records. Album produkoval Andy Sneap.

## Seznam písní
1. Beat The Bastard
2. Teutonic Terror
3. The Abyss
4. Blood of The Nations
5. Shades of Death
6. Locked and Loaded
7. Time Machine
8. Kill The Pain
9. Rollin´ Thunder
10. Pandemic
11. New World Comin
12. No Shelter
13. Bucketful of Hate

## Sestava
- Mark Tornillo - zpěv
- Wolf Hoffmann - kytara
- Herman Frank - kytara
- Peter Baltes - baskytara
- Stefan Schwarzmann - bicí